# John Kynoch
John Kynoch, né le 18 mars 1933 en Nouvelle-Zélande, est un tireur sportif ayant concouru pour la Grande-Bretagne. Il participe aux Jeux olympiques d'été de 1972 dans l'épreuve de la cible mouvante 10m et remporte la médaille de bronze.

## Palmarès

### Jeux olympiques
- Jeux olympiques de 1972 à Munich,  Allemagne
  -  Médaille de bronze.